# Leonard Bosack
Léonard Bosack, né en 1952 à Philadelphie en Pennsylvanie, est l'un des cofondateurs de l'entreprise Cisco Systems avec son épouse Sandra Lerner.

## Années de formation
Né en Pennsylvanie d'une famille catholique polonaise, Leonard Bosack a suivi les cours préparatoires du La Salle College de Philadelphie (1969) puis a passé sa maîtrise à la Wharton School de l'université de Pennsylvanie (1973) et a été recruté par DEC comme électronicien. En 1979, il est admis à l'université Stanford, où il étudie l'informatique. Il participe en 1981 au programme d'interconnexion de tous les ordinateurs de Stanford : il est spécialement chargé d'assurer le partage de fichiers entre un réseau d'ordinateurs du département d'informatique et un réseau d'ordinateurs de l'école de commerce de Stanford, dont la responsable est Sandra Lerner. Les deux universitaires se marient en 1980.

## Bosack et la fondation du groupe Cisco
William Yeager et Andy Bechtolsheim venaient de moderniser le protocole d'échange de données du réseau de Stanford avec une nouvelle passerelle informatique, l’Advanced Gateway Server. En 1984, Leonard Bosack et sa femme se proposent de commercialiser les mêmes composants pour permettre aux entreprises de mettre en réseau leurs ordinateurs. Bosack et sa femme assemblèrent d'abord les routeurs dans leur propre maison, et les testaient sur le réseau local de Stanford. Il semble qu’initialement, ils aient proposé à l'université de vendre les routeurs sous licence, mais l'établissement repoussa leur offre : c'est ainsi qu'à Menlo Park, la société Cisco (du nom d'un faubourg nord de la ville) vit le jour.
Les premières ventes eurent lieu grâce au bouche à oreille en 1986 : dès le premier mois, Cisco avait facturé plus de 200 000 $ de matériel. Au cours des quatre années suivantes, cette PME améliora considérablement la technique des réseaux locaux avec la mise sur le marché des premières cartes multi-ports spécifiques au routage et le développement de protocoles de routage optimisés, ce qui en fit le leader du marché. Cisco fut cotée en bourse à partir de 1990, l'année de la démission de Bosack : les actionnaires dédommagèrent les Bosack moyennant 170 millions $,, puis les deux fondateurs divorcèrent.
Le chiffre d'affaires de Cisco s'est apprécié successivement à 5,4 milliards $ (1996) puis à 6 milliards $ (1998), ce qui en faisait l'une des plus belles réussites de la Silicon Valley. Elle contrôlait alors plus des trois-quarts du marché des routeurs,.

## Rayonnement
Outre la création de Cisco Systems, Bosack apparaît rétrospectivement comme un pionnier de la commercialisation de solutions de réseaux locaux (LAN) « grand public ». Avec ses collègues de Stanford, il était déjà parvenu à connecter 5 000 ordinateurs répartis sur un campus de plus de 4 000 ha. C'était un authentique exploit, car il fallut faire face aux multiples incompatibilités des ordinateurs de l'époque. Quant à la technologie des réseaux locaux elle-même, certains journalistes la portent au crédit des seuls époux Bosack, alors que la porte-parole de Cisco, Jeanette Gibson, estime qu'elle a plutôt été le fruit d'un travail d'équipe.
Leonard Bosack a exercé d'importantes fonctions de direction aux Laboratoires Bell et à Digital Equipment Corporation. Il a joué un rôle-clef dans le développement d'ARPAnet.